# Ca l'Anton (Valls)
Ca l'Anton és una obra de Valls (Alt Camp) protegida com a Bé Cultural d'Interès Local.

## Descripció
Edifici situat en la cantonada del carrer de la Font. Es tracta d'un edifici a diferents altures, conseqüència de l'annexió de construccions veïnes. La façana és de pedra i morter combinat amb l'ús del maó en algunes zones, i es caracteritza per una composició asimètrica, fruit de diverses reformes. Destaca el portal d'accés principal, en forma d'arc de mig punt adovellat amb els brancals d'una sola peça de pedra viva. Totes les obertures es troben amb el perfil emmarcat per una llisa arrebossada.